# Jacob Isaac Niemirower
Jacob Isaac Niemirower (en hébreu יעקב יצחק נימירובר (Yaakov Itzhak Niemirower)), né le 1er mars 1872 à Lemberg (royaume de Galicie et de Lodomérie) et décédé le 18 novembre 1939 à Bucarest, était un théologien juif de Roumanie, rabbin, philosophe et historien du judaisme, grand-rabbin des Juifs de Roumanie entre 1921-1939, sénateur.
Il a dirigé la communauté juive de Roumanie sur le chemin de la modernisation de la vie communautaire, promouvant le « judaïsme culturel », l'ouverture sur la culture roumaine et les cultures d'autres peuples. Il a soutenu avec enthousiasme l'émancipation des Juifs et le sionisme et défendu avec courage les droits de la minorité juive dans son pays.

## Biographie
Le rabbin Jacob Isaac Niemirower est né le 1er mars 1872 à Lemberg, en royaume de Galicie et de Lodomérie dans l'Empire austro-hongrois, dans la famille du commerçant juif Nakhum Niemirower. Alors qu'il était enfant, sa famille s'établit à Iași, en Moldavie roumaine. Il fut initié à l'étude de la Torah par son grand-père paternel, puis par le melamed (instituteur) Mendel Barach. C'est ainsi qu'il entra en contact avec le hassidisme. Il fut aussi disciple du célèbre rabbin et dayan Isaac Aaron Ettinger, de Lemberg. 
En 1890, il partit étudier à Berlin, où il approfondit sa connaissance de la Haskala et des écrits philosophiques.
Une influence marquante fut son amitié avec le philosophe Moritz Lazarus. En 1895, après des études de philosophie, d'histoire  et d'orientalistique dans la capitale allemande, il soutint sa thèse de doctorat avec mention très bien à l'Université de Berne. Sa thèse de doctorat traitait des interactions entre le libre arbitre, la récompense et le châtiment. 
Niemirower poursuivit dans le même temps ses études au Séminaire rabbinique Hildesheimer néo-orthodoxe de Berlin auprès du rabbin Azriel Hildesheimer, l'un des idéologues les plus en vue de ce courant de pensée du judaïsme allemand. 
À la fin de ses études, il obtint des mains du rabbin Ernst Abraham Biberfeld le diplôme de rabbin orthodoxe. En 1896, il obtint aussi une seconde habilitation en tant que rabbin de la part du rabbin Hamburger, de Mecklenburg-Strelitz, proche du courant judaïsme conservateur

## Ouvrages
- זכרון נחום Sichron Nachum Festpredigten, Casualreden und aus synagogalen Vorträgen

Jassy H. Goldner, 1903
- יבנה מודרנית - Eine moderne Jabne Akademie, Vienne, 1909
- Ochire  asupra  istoriei comunităţii izraelite  din Iaşi (Aperçu sur l'histoire de la communauté israélite de Iaşi)
- Incursiuni in istoria evreilor (Incursions dans l'histoire des Juifs)